# Reinhard Lauer
Reinhard Lauer (Bad Frankenhausen, Tiringija, 1935.) je njemački slavist, germanist, književni teoretičar, komparativist i povjesničar. 

## Životopis
Studirao je u više gradova: u Marburgu, Berlinu, Beogradu i Frankfurtu na Majni. Znanstvena područja koja je studirao su slavističku filologiju, germanistika i istočnoeuropska povijest.
Radio je na zagrebačkom sveučilištu kao lektor njemačkoga jezika. Kasnije je predavao slavističku filologiju na sveučilištu u Göttingenu (Georg-August-Universität Göttingen) u statusu profesora. Na istom sveučilištu je i umirovljen u statusu profesora emeritusa. No, i poslije umirovljenja se nastavio baviti znanstvenim radom.
Kao znanstvenik se bavi proučavanjem hrvatske književnosti i kroatističkim temama, a poseban interes njegovog rada je Miroslav Krleža. Osim njih, bavi se i ruskom, bugarskom i srpskom književnošću. Jednim je od njemačkih znanstvenika koji je jasno označio t.zv. srpskohrvatski kao nepostojeći jezik, odnosno kao fikciju.
Suosnovačem je časopisa Književna revija (Osijek), Umjetnost riječi i Zeitschrift für Balkanologie (Wiesbaden). 
Dopisni je član HAZU (od 17. svibnja 1990., Austrijske akademije znanosti, Srpske i Slovenske akademije znanosti i umjetnosti. Predstavnik je Zagrebačke stilističke škole.

## Djela
Napisao je i objavio preko 100 knjiga i studija. Njegov rad nije ostao neprimijećenim, pa su stručne literature u Njemačkoj, Hrvatskoj, Austriji i Srbiji pune osvrta na njegov rad.
Izdavač je edicije Opera Slavica.
(izbor)
- Studije i rasprave, Matica hrvatska, 2002.
- Okviri hrvatske književnosti : Kroatističke studije, 2006.
- Povijest ruske književnosti, 2009.
- Wer ist Miroslav K.?

Sudjelovao je na mnoštvu znanstvenih skupova.

## Vanjske poveznice
- Vjesnik Reinhard Lauer: Svaki bi Hrvat trebao znati za Jurja Križanića (razgovor vodila Ines Kotarac), 27. travnja 2009., pristupljeno 8. prosinca 2010.
- (nje.) Georg-August-Universität Göttingen Prof. em. Dr Reinhard Lauer (Literaturwissenschaft)